# 共線
初等幾何学における点の集合の共線性（きょうせんせい、英: collinearity）は、それら点がすべて同一直線上にあるという性質を言うものである。与えられた点の集合が共線性を持つとき、それらの点は共線（きょうせん、英: collinear, colinear）であると言う。極めて一般に、様々な対象に対してそれらが「一列に」("in a line") あるいは「一行に」("in a row") 並べられたときに、共線という言葉を用いることができる。

## 直線上の点とは
任意の幾何学において、一列に並んだ点の集合は共線であると言われる。ユークリッド幾何学において共線であるという関係は、同一の「直線」線上に並ぶ一連の点として直観的に視覚化することができる。しかし多くの幾何学において（それはユークリッド幾何学でもそうであるけれども）直線は根元的な幾何学的対象の型として与えられるものであって、このような視覚化は必ずしも適切であるとは限らない。幾何学の数理モデルは、点や直線あるいはその他の型の幾何学的対象が互いにどのような関係性を持つものであるかの解釈を与えるものであり、共線性などの概念はそのモデルの与える文脈の中で解釈されなければならない。例えば、球面幾何学において直線とは球面の大円のことと解釈される標準モデルで考えれば、共線である点の集合は同一の大円上に載っている。この場合、点はユークリッドの意味での「直線」上には載っていないし、一直線に並んでいるとは考えづらい。
一つの幾何における幾何学的な写像で、直線を直線に写すものは共線変換（共線写像）と呼ばれ、共線変換は共線性を保つ。例えばベクトル空間の線型写像（線型変換）は、幾何学的な写像と見て、直線を直線に写す。したがって線型写像は共線な点の集合を共線な点集合に写すから、共線変換となっている。射影幾何学においてこれら線型写像は射影変換 (homography) と呼ばれ、これも共線変換の一種となっている。

## 線型代数学

### 座標からの共線性判定
解析幾何学において、n-次元空間内の三つ以上の相異なる点からなる集合が共線であるための必要十分条件は、それらのベクトルの座標を並べた行列の階数が 1 以下となることである。例えば、三点 X ≔ (x1, x2, …, xn), Y ≔ (y1, y2, …, yn), Z ≔ (z1, z2, …, zn) が与えられたとき、行列 {\displaystyle {\begin{pmatrix}x_{1}&x_{2}&\dots &x_{n}\\y_{1}&y_{2}&\dots &y_{n}\\z_{1}&z_{2}&\dots &z_{n}\end{pmatrix}}} が階数 1 以下ならばこれら三点は共線である。あるいは同じことだが、与えられた点の集合の任意の三点 X, Y, Z の成す部分集合に対して行列{\displaystyle {\begin{pmatrix}1&x_{1}&x_{2}&\dots &x_{n}\\1&y_{1}&y_{2}&\dots &y_{n}\\1&z_{1}&z_{2}&\dots &z_{n}\end{pmatrix}}} が階数 2 以下のとき、これらの点は共線である。特に平面 (つまり n = 2) のとき、後者の行列は 3 × 3 正方行列となり、三点が共線である必要十分条件をその行列式が零となることと述べることができる。この 3 × 3 行列式はこれら三点を頂点とする三角形の面積の（正または負の）二倍に等しいから、これら三点が共線である必要十分条件はこれら三点を頂点とする三角形の面積が零であることと言っても同じことである。

### 距離からの共線性判定
少なくとも三つの相異なる点からなる集合が一直線 (straight)（つまりそれら全ての点が共線）となるための必要十分条件は、その集合の任意の三点 A, B, C に対し、ケイリー–メンガー行列式と呼ばれる行列式 {\displaystyle \det {\begin{pmatrix}0&d(AB)^{2}&d(AC)^{2}&1\\d(AB)^{2}&0&d(BC)^{2}&1\\d(AC)^{2}&d(BC)^{2}&0&1\\1&1&1&0\end{pmatrix}}} が零となるときに言う（ただし、d(AB) は A と B の間の距離とし、他も同様）。この行列式の値は、ヘロンの公式により、三辺の長さが d(AB), d(BC), d(AC) であるような三角形の面積の平方の −16 倍に等しい。それゆえ、この行列式が零かどうかを見ることは、三角形 ABC の面積が零かどうかを見ることと同じであり、零となるときにこれら頂点は共線となる。
あるいは同じことだが、三点以上の相異なる点からなる集合が共線となるための必要十分条件は、その点集合に属する任意の三点 A, B, C をとって（必要ならば名前を付け替えて）d(AC) が d(AB) と d(BC) のどちらと比べても小さくないようにしたとき、三角不等式 d(AC) ≤ d(AB) + d(BC) において等号が成立することである。

## 平面における共線性の双対としての共点性
種々の平面幾何学において、「点」と「直線」の役割を、それらの間に成り立つ関係（接続関係）をそのままに、入れ替えることは、平面の双対性と呼ばれる。共線な点集合を与えることは、平面の双対性で一点を共有する直線の集合を与えることに写る。このように、直線の集合が「一点で交わる」という性質は共点性 (concurrency) と呼ばれ、それらの直線は共点であると言う。すなわち、共点性は（平面双対の意味での）共線性の双対概念である。

## 注